# La Folie douce (entreprise)
Pour les articles homonymes, voir Folie douce.
Ne pas confondre avec le film La Folie douce
La Folie douce est une entreprise savoyarde : son siège social est à Talloires. Si elle trouve ses origines dans les années 1970, elle se développe plus largement dans les années 2000. Le concept des huit lieux existant dans les Alpes sous cette enseigne reste de mélanger restauration et festivités.

## Historique

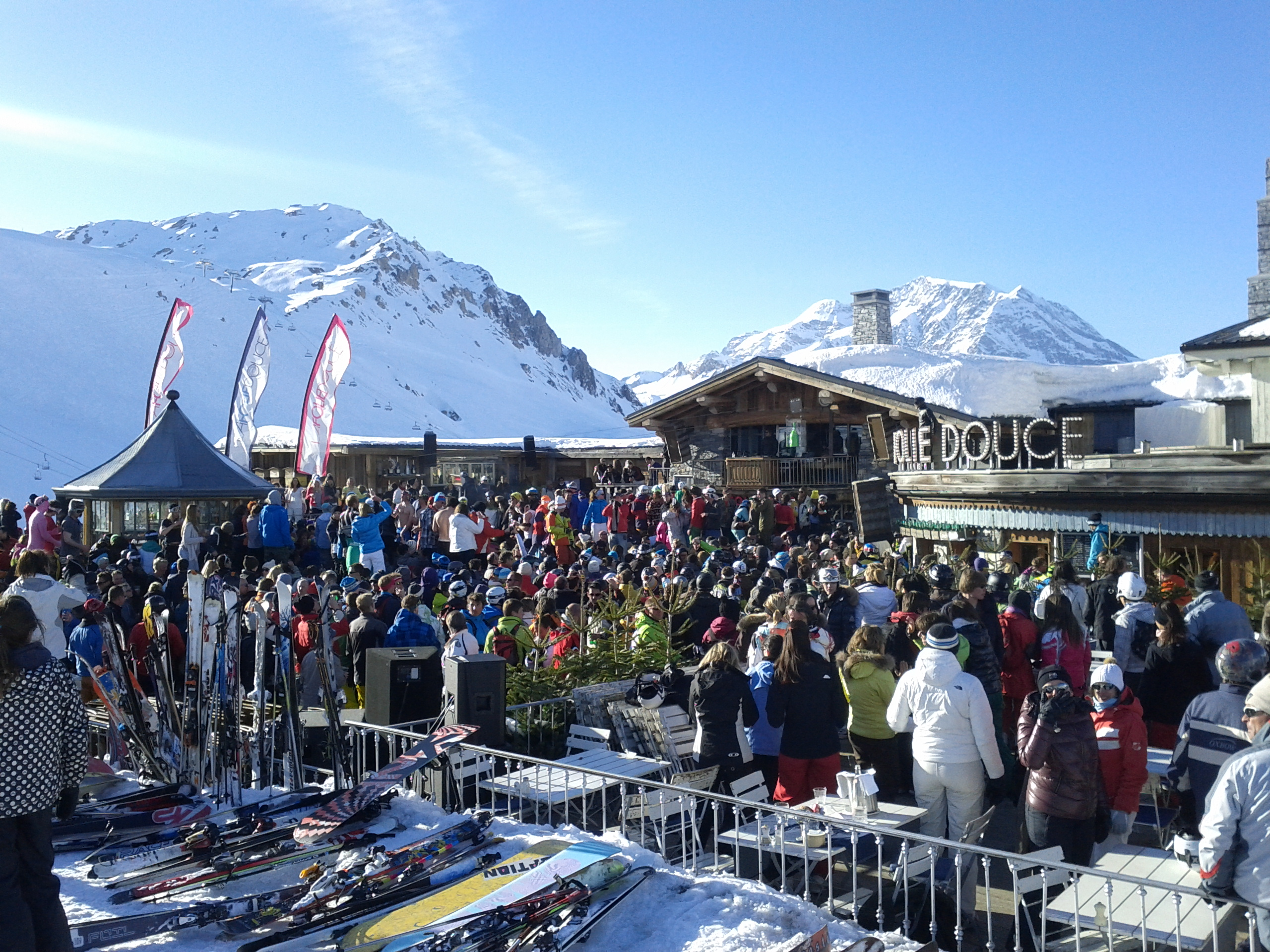
L'établissement à Val d'Isère.

Luc Reversade ouvre à Val d'Isère un restaurant « La Petite folie » au sein de la station,. Au début des années 1980, il crée « La Folie douce », un restaurant d'altitude en self-service qui se transformera en service à table dix ans plus tard. Autour de ce lieu viennent se greffer d'autres offres les années suivantes, dont un nouveau restaurant libre-service bien plus tard. 
Le concept spécifique de la fête d'après-ski avec de la musique est lancée en 2007,. Si la fête d'après-ski en fin d'après midi est courante en Suisse ou en Autriche, elle reste alors incongrue en France,. L'entreprise, qui mélange animation et restauration, est décrite comme un concept de « clubbing-fooding » ou « restauration festive », avec « à la fois bar, restaurant et piste de danse […] sur une terrasse extérieure ».
Le deuxième lieu sous cette enseigne ouvre en 2009 à Val Thorens et dans les années 2010 des spectacles style « cabaret » sont créés,. L'enseigne ouvre ses lieux suivants en franchise : La Folie douce apparait à Méribel en 2012 en partenariat avec Stéphane Courbit, puis l'année suivante à l'Alpe d'Huez et en 2014 à Saint-Gervais-Megève. 
En 2018, l'entreprise compte désormais six implantations en inaugurant une nouvelle à Avoriaz cette année-là. Lorsque le Club Med quitte l'hôtel Le Savoy de la station de Chamonix, La Folie douce décide d'exploiter le bâtiment en intégrant son concept à un endroit où les clients pourront également dormir. L'entreprise prend la moitié des parts, l'autre moitié étant propriété de Guillaume Multrier, ; après un investissement de 18 millions d'euros, l'hôtel ouvre fin 2018 avec cinq restaurants. Dès le départ, des catégories de chambres très différentes sont proposées afin de maintenir une mixité de clientèle,.
La Folie douce lance à Arc 1800 un huitième lieu en 2019 qui a la particularité d'être également ouvert en été,. En complément, début 2021, l'enseigne décline à proximité une épicerie vendant dans des bocaux, les plats à emporter repris de la carte habituellement servie dans le restaurant,. Entre-temps, l'ambition d'ouvrir un hôtel à Serre Chevalier se voit abandonnée. En 2022, à Val d'Isère, au sommet de La Daille, est ouvert « La Cucùcina », un restaurant de cuisine italienne à la décoration inspirée de la Renaissance italienne  et situé à 2 400 m.
En 2022, elle annonce un projet en Suisse,.
En 2025, l'entreprise rachète  à Val d'Isère, une ancienne gare de télécabine de 2 000 m2 afin d'intégrer tous les services de restauration jusque-là effectués dans la vallée.
Le groupe Barrière exploite deux plages, à Cannes et à Deauville, sous licence, au nom de La Folie douce.
En 2019 est lancé le « Folie douce Courchevel Festival » organisé en avril, avec plusieurs DJ français ou internationaux'.